# 1. Flak-Division
A 1. Flak-Division (em português: Primeira Divisão Antiaérea) foi uma divisão de defesa antiaérea da Luftwaffe durante a Alemanha Nazi, que prestou serviço na Segunda Guerra Mundial. Foi formada a partir do Luftverteidigungskommando 1.

## Comandantes
- Ludwig Schilffarth, 1 de Setembro de 1941 - 20 de Janeiro de 1943[2]
- Max Schaller, 20 de Janeiro de 1943 - 9 de Fevereiro de 1944[2]
- Erich Kressmann, 10 de Fevereiro de 1944 - 5 de Novembro de 1944[2]
- Kurt von Ludwig, 5 de Novembro de 1944 - 15 de Novembro de 1944[2]
- Otto Sydow, 15 de Novembro de 1944 - 2 de Maio de 1945[2]